# 梧桐河

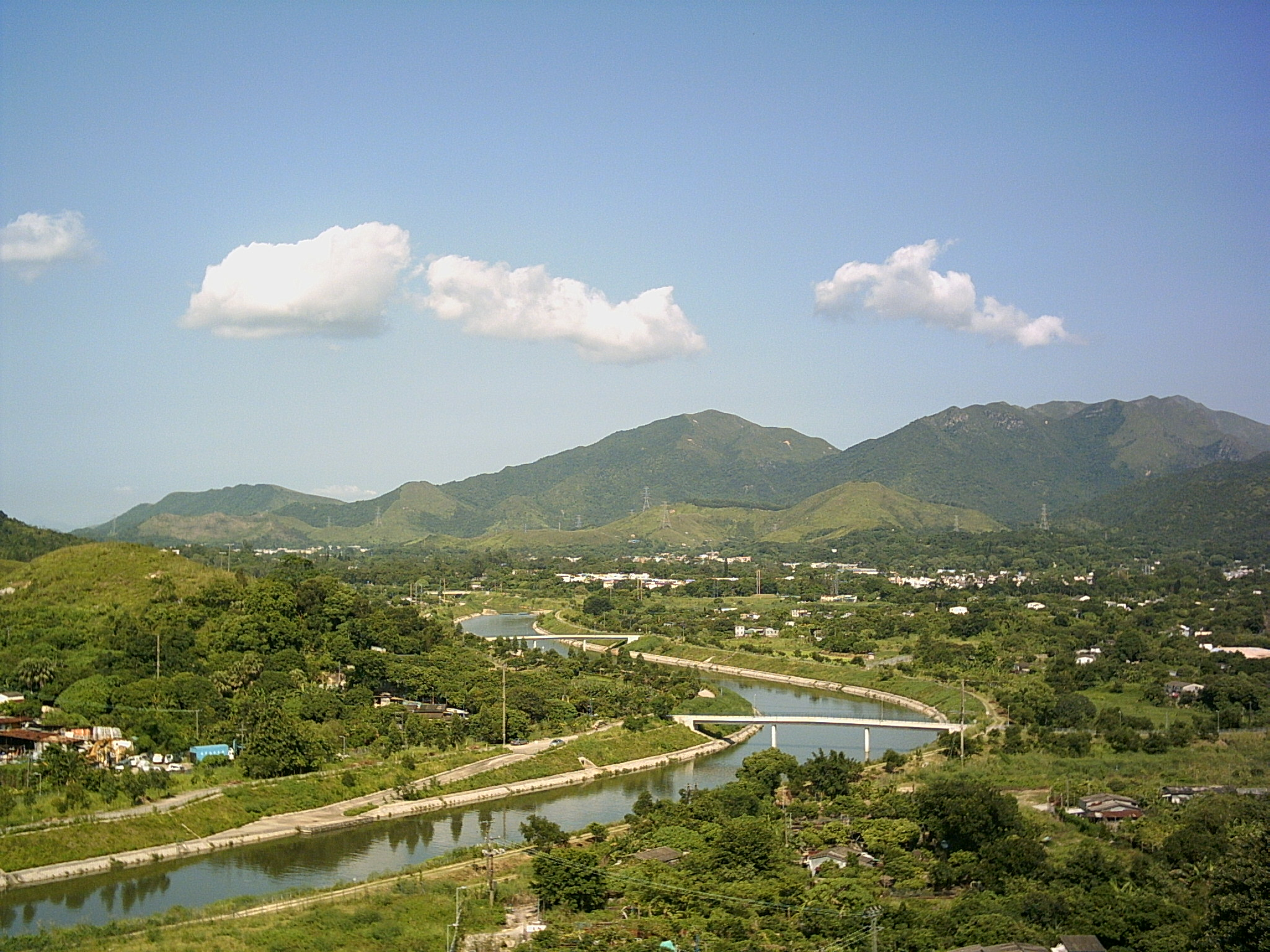
梧桐河

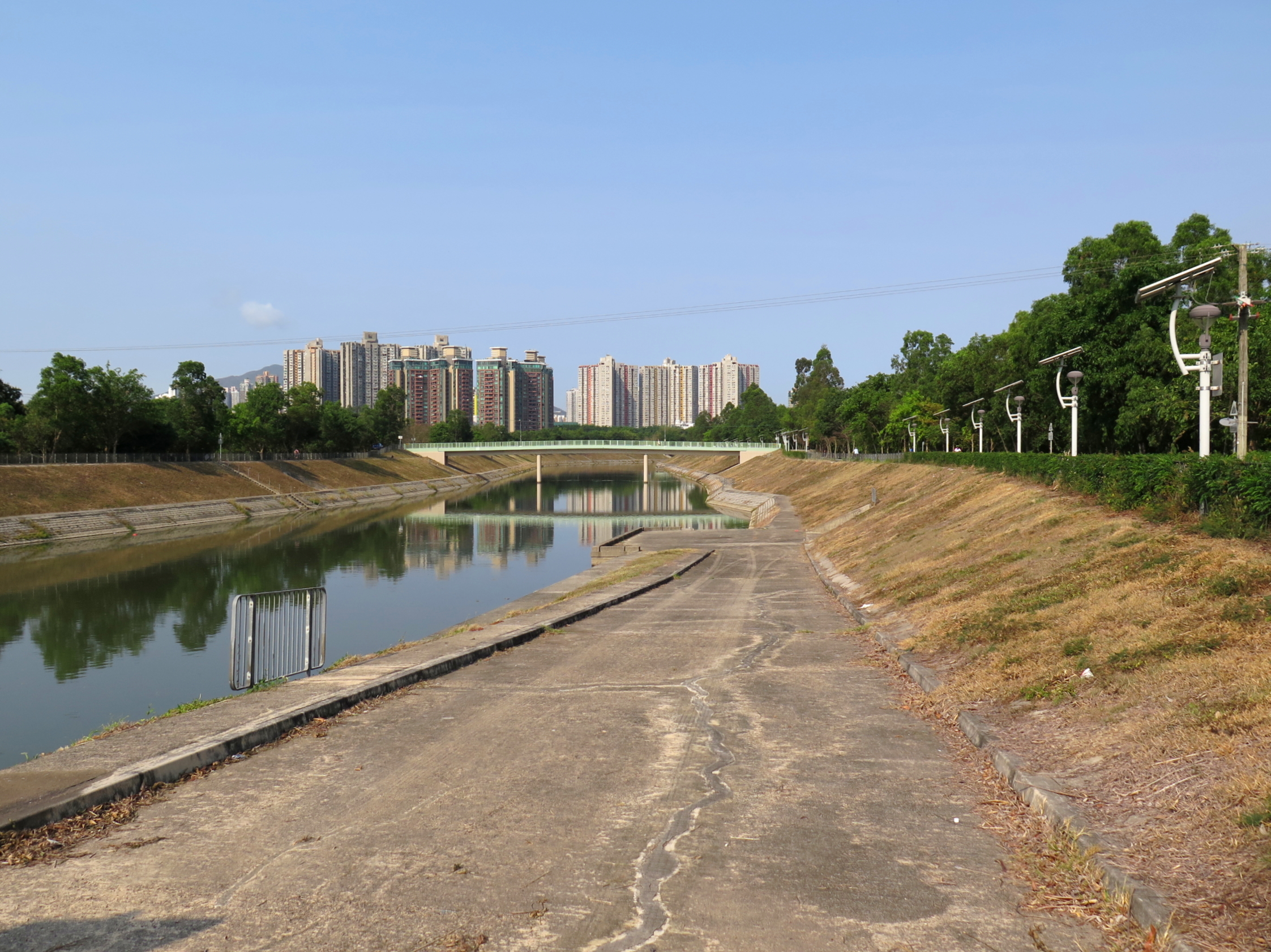
梧桐河

梧桐河（英語：Ng Tung River），舊稱鳳溪，是香港新界北區邊界深圳河的支流，由紅花嶺及禾徑山等多條山溪流至萬屋邊一帶，沿沙頭角公路流經萊洞、馬尾下、橫嶺、軍地至小坑村，其後河道變寬，流經龍躍頭、烏鴉落陽至上水北部，在虎地坳（上水屠房一帶）成為三角區，最終於羅湖與深圳河（近羅湖口岸）匯合。
梧桐河昔日的官方英文名稱（River Indus）與獨立前印度的印度河相同，這是英國在租借新界後派遣印度籍的測量師所命名的。而梧桐河的數條支流亦以旁遮普地區的河流來命名。

## 支流
- 丹山河（橫嶺附近）
- 軍地河（軍地附近）
- 雙魚河（虎地坳附近）
- 石上河（虎地坳附近）